# Pierre Lucas (sculpteur)
Pour les articles homonymes, voir Pierre Lucas et Lucas.
Pierre Lucas, né à Toulouse en 1692 et mort dans la même ville en 1752, est un sculpteur français, actif à Toulouse et dans sa région.

## Biographie
Pierre Lucas a été l'élève de Marc Arcis, sculpteur du roi, et du peintre Antoine Rivalz.
Il a travaillé pour la haute société toulousaine, les capitouls et les magistrats du parlement de Toulouse, dans leurs hôtels toulousains et leurs châteaux à la campagne.
Il a été professeur à l’École municipale de dessin, créée en 1726, et membre de la Société des Beaux-Arts, que Louis XV a transformée en 1750 en Académie royale de peinture, sculpture et architecture.
Il a possédé au milieu du XVIIIe siècle une maison dans la rue Maurice-Fonvieille (ancien no 16, actuel no 14).
Pierre Lucas a eu huit enfants, dont François Lucas (Toulouse, 1736 – Toulouse, 1813), sculpteur actif à Toulouse ; Jean-Paul Lucas (mort en 1808), peintre, qui fut l'un des fondateurs, puis conservateur, du Muséum du Midi de la République, devenu le Musée des Augustins ; Maris-Simone Lucas, qui a épousé le doreur François Derome.

## Œuvres
- Décors de la chapelle des Pénitents bleus, devenue l'église Saint-Jérôme.
- Décors de la chapelle des Pénitents blancs, aujourd'hui disparue, avec Marc Arcis.
- Sculptures de la façade du Capitole, avec Marc II Arcis et Parant.
- Décors de la salle de concert.
- Œuvres éphémères commandées par la Ville pour le mariage de Louis XV (1725), la naissance du dauphin, l'entrée du duc de Richelieu dans la ville (1741).
- Statues pour le parc du château d'Orbessan[3] (Gers).
- Statues pour le parc du château de Saint-Élix[4].